# Ansac-sur-Vienne
Ansac-sur-Vienne – miejscowość i gmina we Francji, w regionie Nowa Akwitania, w departamencie Charente.
Według danych na rok 1990 gminę zamieszkiwało 936 osób, a gęstość zaludnienia wynosiła 30 osób/km² (wśród 1467 gmin regionu Poitou-Charentes Ansac-sur-Vienne plasuje się na 335. miejscu pod względem liczby ludności, natomiast pod względem powierzchni na miejscu 151.).